# 와타나베 세라
와타나베 세라(일본어: 渡邊 星来, 2003년 7월 10일~)는 일본의 축구 선수이다.

## 구단 경력
그는 2022년 일본 지역 리그의 FC 가리야에 입단했다. 2023년부터 2024년까지 FC Basara Mainz에서 뛰었다. 2024년 5월 J3리그의 테게바자로 미야자키로 이적했다.